# شهرستان دروژانوفسکی
شهرستان دروژانوفسکی (به لاتین: Drozhzhanovsky District) یک شهرستان در روسیه است که در تاتارستان واقع شده‌است.